# Miranda Cosgrove
Miranda Taylor Cosgrove (Los Angeles, Kalifornija, 14. svibnja 1993.) je američka glumica, pjevačica i spisateljica tekstova. Najpoznatija je po ulogama Megan Parker u seriji Drake i Josh i Carly u seriji iCarly. Trenutačno radi na prvom studijskom albumu, Sparks Fly, kojeg produciraju The Matrix i Dr. Luke.

## Filmografija

### Filmske uloge
| Godina | Naslov                      | Uloga           | Bilješke          |
| ------ | --------------------------- | --------------- | ----------------- |
| 2003.  | Rock'n'roll škola           | Summer Hathaway |                   |
| 2005.  | Tvoji, moji i naši          | Joni North      |                   |
| 2006.  | Ukorak sa Steinovima        | Karen Sussman   |                   |
| 2006.  | Khan Kluay                  | Kon Suay        | glas              |
| 2009.  | The Wild Stallion           | Hannah Mills    |                   |
| 2010.  | Kako je Gru ukrao mjesec    | Margo           | glas              |
| 2010.  | Home Makeover               | Margo           | glas; kratki film |
| 2011.  | Naš posao                   | Night Creepers  | kratki film       |
| 2013.  | Gru na super tajnom zadatku | Margo           | glas              |
| 2013.  | Training Wheels             | Margo           | glas; kratki film |
| 2013.  | Gru's Girls                 | Margo           | glas; kratki film |
| 2015.  | A Mouse Tale                | Samantha        | glas              |
| 2015.  | The Intruders               | Rose Halshford  |                   |
| 2017.  | Kako je Gru postao dobar    | Margo           | glas              |

### Televizijske uloge
| Godina        | Naslov                          | Uloga                  | Bilješke                                                                        |
| ------------- | ------------------------------- | ---------------------- | ------------------------------------------------------------------------------- |
| 2001.         | Smallville                      | Young Lana Lang (glas) | "Pilot" (sezona 1, epizoda 1)                                                   |
| 2004.         | Grounded for Life               | Jessica                | "You Better You Bet" (sezona 5, epizoda 5)                                      |
| 2004.         | What's New, Scooby Doo?         | Miranda Wright         | glas; "A Terrifying Round with a Menacing Metallic Clown" (sezona 3, epizoda 7) |
| 2004. – 2007. | Drake i Josh                    | Megan Parker           | glavna uloga                                                                    |
| 2005.         | Lilo i Stitch: Serija           | Sarah                  | glas; "Morpholomew: Experiment" (sezona 2, epizoda 14)                          |
| 2005.         | All That                        | Miranda Cosgrove       | "10th Anniversary Reunion Special" (sezona 10, epizoda 1–2)                     |
| 2005.         | Petar Pamučni spašava Uskrs     | Munch                  | glas; televizijski film                                                         |
| 2006.         | Drake i Josh Go Hollywood       | Megan Parker           | televizijski film                                                               |
| 2007.         | Zoey 101                        | Paige Howard           | "Paige at PCA" (sezona 3, epizoda 18)                                           |
| 2007.         | Just Jordan                     | Lindsey Chandler       | "Piano Stressin" (sezona 1, epizoda 13)                                         |
| 2007.         | Unfabulous                      | Cosmina                | "The Talent Show" (sezona 3, epizoda 1)                                         |
| 2007. – 2012. | iCarly                          | Carly Shay             | glavna uloga; 109 epizoda                                                       |
| 2008.         | Tajna djevojka                  | Miranda Cosgrove       | televizijski film                                                               |
| 2008.         | Sretan Božić, Drake i Josh      | Megan Parker           | televizijski film                                                               |
| 2010.         | 7 Secrets with Miranda Cosgrove | Miranda Cosgrove       | televizijski dokumentarni film                                                  |
| 2010.         | Dobra žena                      | Sloan Burchfield       | "Bad Girls" (sezona 2, epizoda 7)                                               |
| 2010.         | Big Time Christmas              | Miranda Cosgrove       | televizijski film                                                               |
| 2016.         | Hollywood Game Night            | Miranda Cosgrove       | slavna gošća (sezona 4, epizoda 3)                                              |
| 2016.         | Crowded                         | Shea Gunn              | glavna uloga                                                                    |

## Diskografija

### Albumi
- Sparks Fly (2010.)

### EP-ovi
- About You Now (2009.)[1]

### Soundtrackovi
- iCarly (2008.)

### Singlovi
- "Leave It All to Me"
- "Stay My Baby"
- "About You Now"
- "Christmas Wrapping"
- "Raining Sunshine"
- "Kissin' U"
- "Dancing Crazy"

## Vanjske poveznice
- Službena stranica  Arhivirana inačica izvorne stranice od 7. veljače 2010. (Wayback Machine)
- Miranda Cosgrove u internetskoj bazi filmova IMDb-u (engl.)